# Sant Roman d'Ai
Sant Roman d'Ai (en francès Saint-Romain-d'Ay) és un municipi francès situat al departament de l'Ardecha i a la regió d'Alvèrnia-Roine-Alps. L'any 2007 tenia 959 habitants.

## Demografia

### Població
El 2007 la població de fet de Saint-Romain-d'Ay era de 959 persones. Hi havia 366 famílies de les quals 73 eren unipersonals (49 homes vivint sols i 24 dones vivint soles), 114 parelles sense fills, 155 parelles amb fills i 24 famílies monoparentals amb fills.
La població ha evolucionat segons el següent gràfic:
Habitants censats

### Habitatges
El 2007 hi havia 417 habitatges, 371 eren l'habitatge principal de la família, 33 eren segones residències i 13 estaven desocupats. 398 eren cases i 19 eren apartaments. Dels 371 habitatges principals, 283 estaven ocupats pels seus propietaris, 81 estaven llogats i ocupats pels llogaters i 6 estaven cedits a títol gratuït; 14 tenien dues cambres, 56 en tenien tres, 112 en tenien quatre i 188 en tenien cinc o més. 292 habitatges disposaven pel capbaix d'una plaça de pàrquing. A 121 habitatges hi havia un automòbil i a 224 n'hi havia dos o més.

### Piràmide de població
La piràmide de població per edats i sexe el 2009 era:
| Homes | Edats   | Dones |
| ----- | ------- | ----- |
| 0     | 95 o +  | 0     |
| 0     | 90 a 94 | 8     |
| 0     | 85 a 89 | 8     |
| 4     | 80 a 84 | 4     |
| 12    | 75 a 79 | 16    |
| 24    | 70 a 74 | 16    |
| 16    | 65 a 69 | 20    |
| 16    | 60 a 64 | 12    |
| 8     | 55 a 59 | 12    |
| 32    | 50 a 54 | 16    |
| 32    | 45 a 49 | 20    |
| 28    | 40 a 44 | 16    |
| 28    | 35 a 39 | 40    |
| 52    | 30 a 34 | 44    |
| 16    | 25 a 29 | 36    |
| 12    | 20 a 24 | 8     |
| 20    | 15 a 19 | 20    |
| 24    | 10 a 14 | 48    |
| 36    | 5 a 9   | 52    |
| 48    | 0 a 4   | 12    |

## Economia
El 2007 la població en edat de treballar era de 616 persones, 481 eren actives i 135 eren inactives. De les 481 persones actives 434 estaven ocupades (240 homes i 194 dones) i 47 estaven aturades (19 homes i 28 dones). De les 135 persones inactives 42 estaven jubilades, 53 estaven estudiant i 40 estaven classificades com a «altres inactius».

### Ingressos
El 2009 a Saint-Romain-d'Ay hi havia 386 unitats fiscals que integraven 1.039,5 persones, la mediana anual d'ingressos fiscals per persona era de 17.592 €.

### Activitats econòmiques
Dels 33 establiments que hi havia el 2007, 1 era d'una empresa extractiva, 1 d'una empresa de fabricació de material elèctric, 1 d'una empresa de fabricació d'altres productes industrials, 10 d'empreses de construcció, 6 d'empreses de comerç i reparació d'automòbils, 1 d'una empresa de transport, 4 d'empreses d'hostatgeria i restauració, 3 d'empreses immobiliàries, 3 d'empreses de serveis i 3 d'empreses classificades com a «altres activitats de serveis».
Dels 13 establiments de servei als particulars que hi havia el 2009, 2 eren paletes, 1 guixaire pintor, 1 fusteria, 1 lampisteria, 3 electricistes, 1 perruqueria, 2 restaurants, 1 agència immobiliària i 1 saló de bellesa.
L'únic establiment comercial que hi havia el 2009 era una botiga de menys de 120 m².
L'any 2000 a Saint-Romain-d'Ay hi havia 31 explotacions agrícoles que ocupaven un total de 344 hectàrees.

## Equipaments sanitaris i escolars
El 2009 hi havia una escola elemental.

## Poblacions més properes
El següent diagrama mostra les poblacions més properes.